# Normalka
Normálka je bila v stari Avstriji osnovna šola v glavnih mestih dežel z obsežnim, popolnim učnim programom.
Ustanovitev normalk po vzoru t. i. saganske metode Johanna Ignaza Felbigera je v Avstriji odredila Marija Terezija. Prvo so ustanovili leta 1771 na Dunaju, sledila pa je njihova ustanovitev še v drugih velikih mestih dežele. Že leta 1773 je odredila, da se tudi v Ljubljani osnuje normalka, njen ravnatelj pa je postal Blaž Kumerdej.